# Liolaemus maldonadae
Liolaemus maldonadae — вид ігуаноподібних ящірок родини Liolaemidae. Ендемік Чилі.

## Поширення і екологія
Liolaemus maldonadae відомі з двох місцевостей в регіоні Кокімбо. Вони живуть в помірних чагарникових заростях Анд, на висоті від 2600 до 2800 м над рівнем моря. Живляться безхребетними, є живородними.